# Gretel Hartung
Gretel Hartung (* 1923 in Oesede; † 21. Juni 1990 in München) war eine deutsche Opern- und Operettensängerin in der Stimmlage Sopran.

## Leben und Wirken
Hartung absolvierte ihre Gesangsausbildung an der Braunschweigischen Staatsmusikschule.
Im Jahre 1947 debütierte sie als Julia in der Operette Der Vetter aus Dingsda  am Theater im Bachlenz in Heidelberg. Nachfolgend war sie am Stadttheater von Heidelberg (1948–1949), am Stadttheater von Ulm (1949–1950), am Landestheater von Detmold (1950–1953), am Stadttheater von Bremen (1953–1956) und am Opernhaus von Nürnberg (1956–1962) engagiert.
Bereits 1960 wurde die Künstlerin an das Theater am Gärtnerplatz in München verpflichtet, dem sie 30 Jahre angehörte. Dort sang sie u. a. an der Seite von Elisabeth Biebl, Christine Görner, Liselotte Ebnet, Eva-Maria Görgen, Hedi Klug, Hella Puhlmann, Harry Friedauer, Ferry Gruber und John van Kesteren.
Gretel Hartung war 1962 an der Seite von Fritz Wunderlich in WDR-Produktionen der Operetten Gräfin Mariza und Die Rose von Stambul unter der musikalischen Leitung von Franz Marszalek zu hören.
Hartung gastierte u. a. an der Staatsoper von Stuttgart sowie an der Opéra du Rhin Straßburg (1961). Ferner war sie über viele Jahre durch einen Gastvertrag mit der Deutschen Oper am Rhein Düsseldorf-Duisburg verbunden. 1989 nahm die Sopranistin ihren Abschied von der Bühne in ihrer musikalischen Heimat, dem Gärtnerplatztheater. Neben ihrer Bühnenpräsenz war Hartung eine vielgebuchte Lied- und Konzertsängerin.

## Rollenrepertoire (Auswahl)
- Julia Der Vetter aus Dingsda
- Marzelline im Fidelio
- Marie in Zar und Zimmermann
- Marie in Der Waffenschmied
- Baronin Freimann in Der Wildschütz
- Gräfin Madaleine in Capprico
- Lola in Cavalleria rusticana
- Anne Trulove in The Rake’s Progress
- Die Kluge in Die Kluge
- Rosalinde in Die Fledermaus
- Gräfin Mariza in Gräfin Mariza
- Clivia Gray in Clivia
- Gräfin Dubarry in Die Dubarry
- Kondja Gül in Die Rose von Stambul
- Alisa in Lucia di Lammermoor
- Mutter in Hänsel und Gretel
- Maddalena di Coigny in Andrea Chénier

## Diskografie (Auswahl)
- Gräfin Mariza. Label: RCA
- Und der Himmel hängt voller Geigen. Die schönsten Operettenmelodien. Label: Sonocord
- Die Rose von Stambul. Label: FonoTeam